# Эме, Марсель

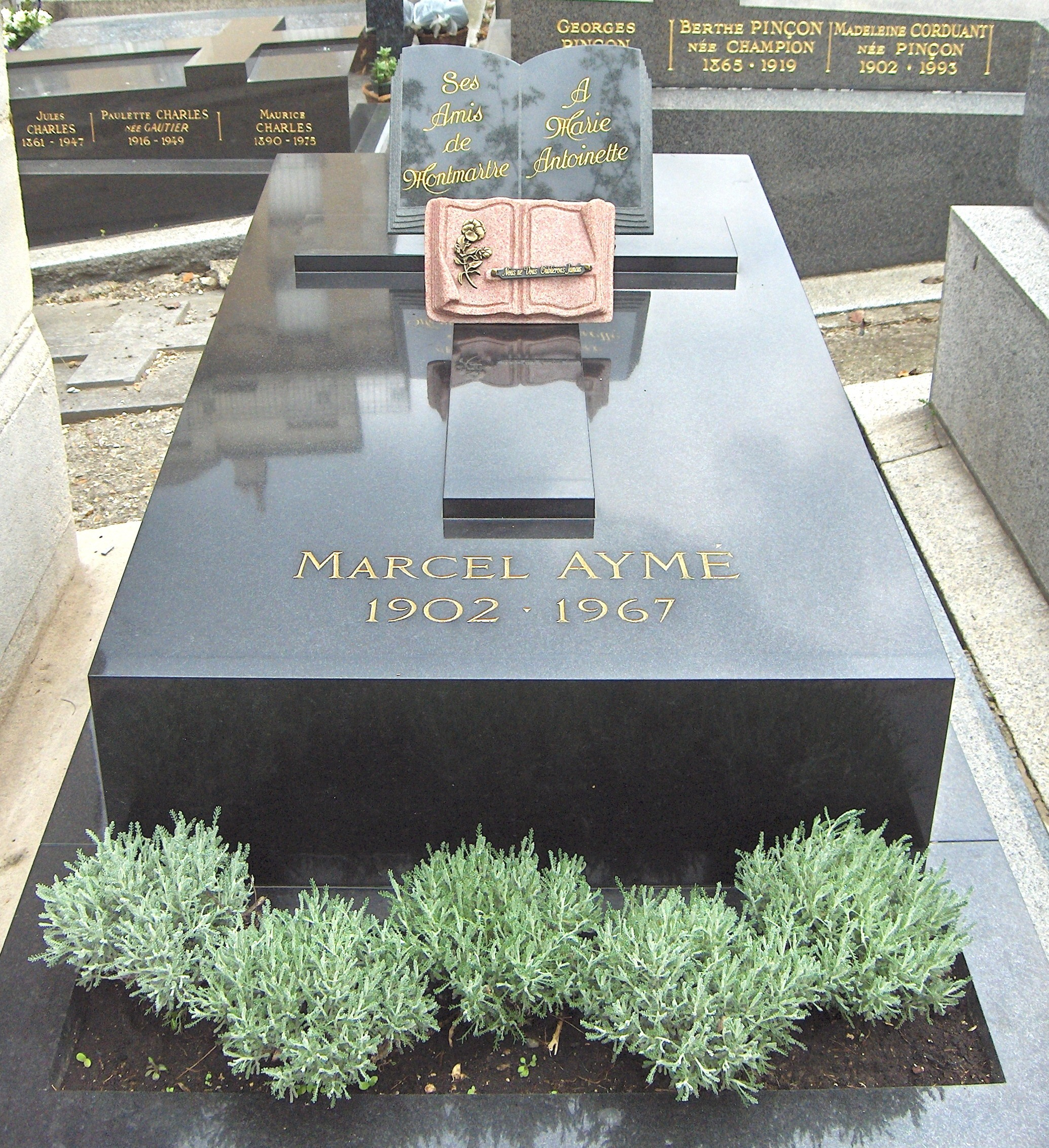
Могила Марселя Эме на парижском кладбище Сен-Венсан, Монмартр

Марсе́ль Эме́ (фр. Marcel Aymé, 29 марта 1902, Жуаньи, Йонна — 14 октября 1967, Париж) — французский писатель, прозаик и драматург, автор 17 романов, нескольких сборников рассказов, пьес, сказок, сценариев. В творчестве Эме сочетаются гротеск и социальная заострённость, сарказм и философия, реализм и фантастика, ирония и трагедия.
По мотивам его произведений были сняты многочисленные фильмы, такие как «Стол для умерших» Анри Вернёя, «Уран» Клода Берри, «Через Париж» Клода Отан-Лара и другие.

## Произведения
- «Брюльбуа» (1926)
- «Пустое поле» (1933, премия Теофраста Ренодо)
- «Сказки кота Мурлыки» (1934)
- «Зеленая кобыла» (1938)
- «Вуивра» (1943)
- «Проходящий сквозь стены» (1943)
- «Сабины» (1943)
- «Время школяров» (1946)
- «Люсьенна и мясник» (1947)
- «Клерамбар» (1950)
- «Ящики незнакомца»
- «Лунные птицы» (1955)